# Britse Gemenebestspelen 1970
De negende Britse Gemenebestspelen (British Commonwealth Games), een evenement dat tegenwoordig onder de naam Gemenebestspelen bekend is, werden gehouden van 16 tot en met 25 juli 1970 in Edinburgh, Schotland. Het was de eerste editie dat de spelen onder deze naam georganiseerd werden, de eerste vier edities werden als de “British Empire Games” georganiseerd, de daarop volgende vier als de “British Empire and Commonwealth Games”.
Een recordaantal van 42 teams nam deel. Debuterende teams waren Gambia, Grenada, Guernsey en Swaziland. Zambia nam voor het eerst als onafhankelijk land deel, eerder nam het deel als Noord-Rhodesië (1954) en als deel van de Federatie van Rhodesië en Nyasaland (1962). Ook Malawi (het voormalige Nyasaland) debuteerde als onafhankelijk deelnemer. Van alle eerdere deelgenomen landen ontbraken Brits-Honduras, Zuid-Afrika (Apartheidpolitiek) en de landen Zuid-Rhodesië en Zuid-Jemen (als de Zuid-Arabische Federatie deelnemer in 1966) omdat zij in 1970 geen lid van het gemenebest -meer- waren.
Net als op de spelen van 1950-1966 werden er negen sporten beoefend. De sport bowls keerde terug op het programma ten koste van de schietsport. Als hoofd stadion fungeerde het ‘Meadowbank Stadium’. Voor het eerst werd gebruikgemaakt van het metriek stelsel in plaats van het Brits-Amerikaans maatsysteem. Ook werd voor het eerst gebruikgemaakt van de foto-finish techniek.

## Deelnemende teams

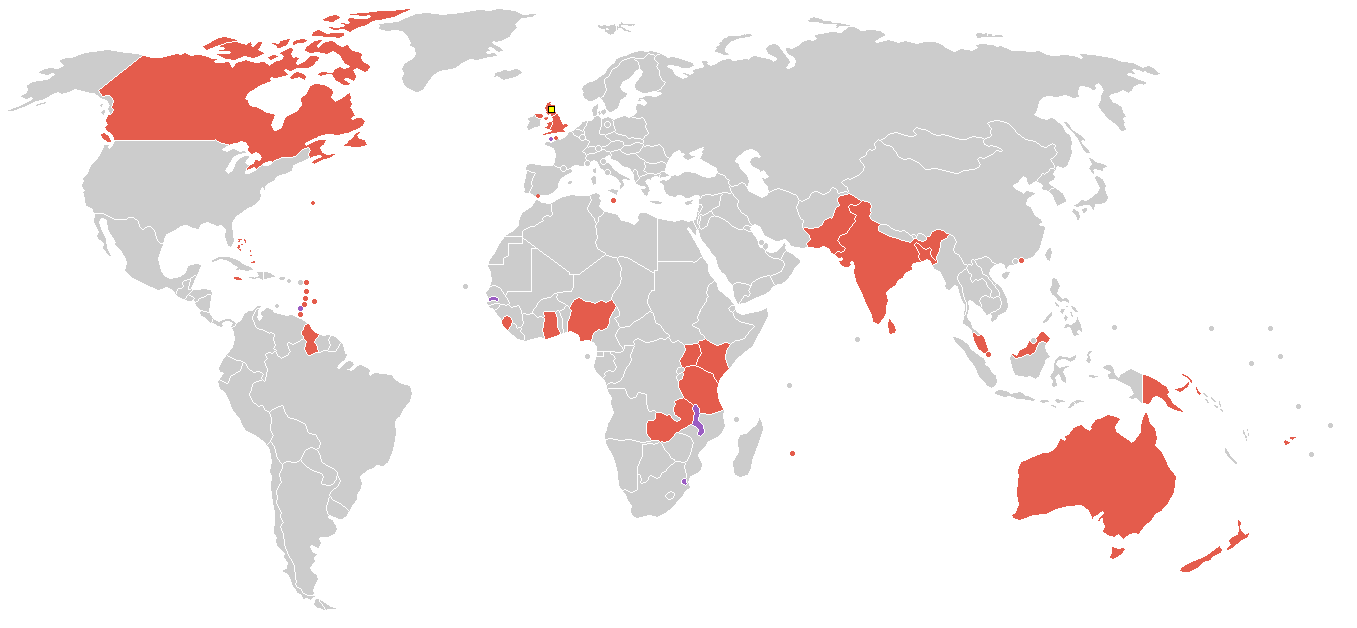
Deelnemende teams

## Sporten
| Sport                            | Onderdelen | Onderdelen | Onderdelen | Onderdelen |
| Sport                            | Tot.       | M          | V          | Mix        |
| -------------------------------- | ---------- | ---------- | ---------- | ---------- |
| Atletiek                         | 36         | 23         | 13         |            |
| Badminton                        | 5          | 2          | 2          | 1          |
| Boksen                           | 11         | 11         | 0          |            |
| Bowls                            | 3          | 3          | 0          |            |
| Gewichtheffen                    | 9          | 9          | 0          |            |
| Schermen                         | 8          | 6          | 2          |            |
| Wielersport                      | 6          | 6          | 0          |            |
| Worstelen                        | 10         | 10         | 0          |            |
| Zwemsport Schoonspringen Zwemmen | 4 29       | 2 15       | 2 14       |            |
| Totaal                           | 121        | 87         | 33         | 1          |

## Medailleklassement
|        | Land               | Goud | Zilver | Brons | Totaal |
| ------ | ------------------ | ---- | ------ | ----- | ------ |
| 1      | Australië          | 36   | 24     | 22    | 82     |
| 2      | Engeland           | 27   | 25     | 32    | 84     |
| 3      | Canada             | 18   | 24     | 24    | 66     |
| 4      | Schotland          | 6    | 8      | 11    | 25     |
| 5      | Kenia              | 5    | 3      | 6     | 14     |
| 6      | India              | 5    | 3      | 4     | 12     |
| 7      | Pakistan           | 4    | 3      | 2     | 9      |
| 8      | Jamaica            | 4    | 2      | 1     | 7      |
| 9      | Oeganda            | 3    | 3      | 1     | 7      |
| 10     | Noord-Ierland      | 3    | 1      | 5     | 9      |
| 11     | Nieuw-Zeeland      | 2    | 6      | 6     | 14     |
| 12     | Wales              | 2    | 6      | 4     | 12     |
| 13     | Ghana              | 2    | 3      | 2     | 7      |
| 14     | Nigeria            | 2    | 0      | 0     | 2      |
| 15     | Maleisië           | 1    | 1      | 1     | 3      |
| 16     | Hongkong           | 1    | 0      | 0     | 1      |
| 17     | Trinidad en Tobago | 0    | 4      | 3     | 7      |
| 18     | Zambia             | 0    | 2      | 2     | 4      |
| 19     | Singapore          | 0    | 1      | 1     | 2      |
| 20     | Barbados           | 0    | 1      | 0     | 1      |
| 20     | Tanzania           | 0    | 1      | 0     | 1      |
| 22     | Fiji               | 0    | 0      | 1     | 1      |
| 22     | Guyana             | 0    | 0      | 1     | 1      |
| 22     | Man                | 0    | 0      | 1     | 1      |
| 22     | Malawi             | 0    | 0      | 1     | 1      |
| 22     | Saint Vincent      | 0    | 0      | 1     | 1      |
| 22     | Gambia             | 0    | 0      | 1     | 1      |
| Totaal | Totaal             | 121  | 121    | 133   | 375    |

Atletiek · Badminton · Boksen · Bowls · Gewichtheffen · Schermen · Schoonspringen · Wielersport · Worstelen · Zwemmen
1930 ·
1934 ·
1938 ·
1950 ·
1954 · 
1958 · 
1962 · 
1966 ·
1970 · 
1974 ·
1978 ·
1982 ·
1986 ·
1990 ·
1994 ·
1998 ·
2002 ·
2006 ·
2010 ·
2014 ·
2018 ·
2022 ·
2026